# البحيرات الوردية
البحيرات الوردية هي بحيرات تقع في منطقة الرويس الساحلية في ولاية جعلان بني بوعلي التابعة لمحافظة جنوب الشرقية، تتميزبمنظرها الوردي وتعد مقصدا سياحيا في المنطقة.

## اللون الوردي
تتشكل هذه الظاهرة بفعل عوامل طبيعية بحرية وذلك عند دخول مياه البحر إلى الخور ويسمى" خور الرويس" ومع مرور الوقت واحتباس هذه المياه في الخور عن مياه البحر تقل نسبة الأوكسجين وترتفع نسبة الملوحة في هذه البحيرة، مما ينتج عنها موت الطحالب والعوالق البحرية ويتغير لون المياه إلى اللون الوردي.
يرتبط التفسير العلمي لهذه الألوان بالتركيز العالي للأملاح في البحيرة، فيعود تغير اللون إلى وجود نوع معين من الطحالب الدقيقة التي تحتوي على نسبة مرتفعة من الكاروتينات، وهي مركبات ضرورية لبقاء الطحالب، إذ توفر لها الحماية من أشعة الشمس القوية، مما يؤدي إلى ظهور هذه الألوان المميزة.

## الحياة البرية
تعد البحيرات الوردية مصدر غذاء للطيور المهاجرة أشهرها طيور النحام والطيور المائية الأخرى.